# Philodromus parietalis
Philodromus parietalis este o specie de păianjeni din genul Philodromus, familia Philodromidae, descrisă de Simon, 1875. Conform Catalogue of Life specia Philodromus parietalis nu are subspecii cunoscute.